# Pobles indígenes del Perú
Els pobles indígenes del Perú, o nadius peruans, incloïen un gran nombre de grups ètnics que habiten territori a l'actual Perú. Les cultures indígenes es van desenvolupar aquí durant milers d'anys abans de l'arribada dels espanyols el 1532.

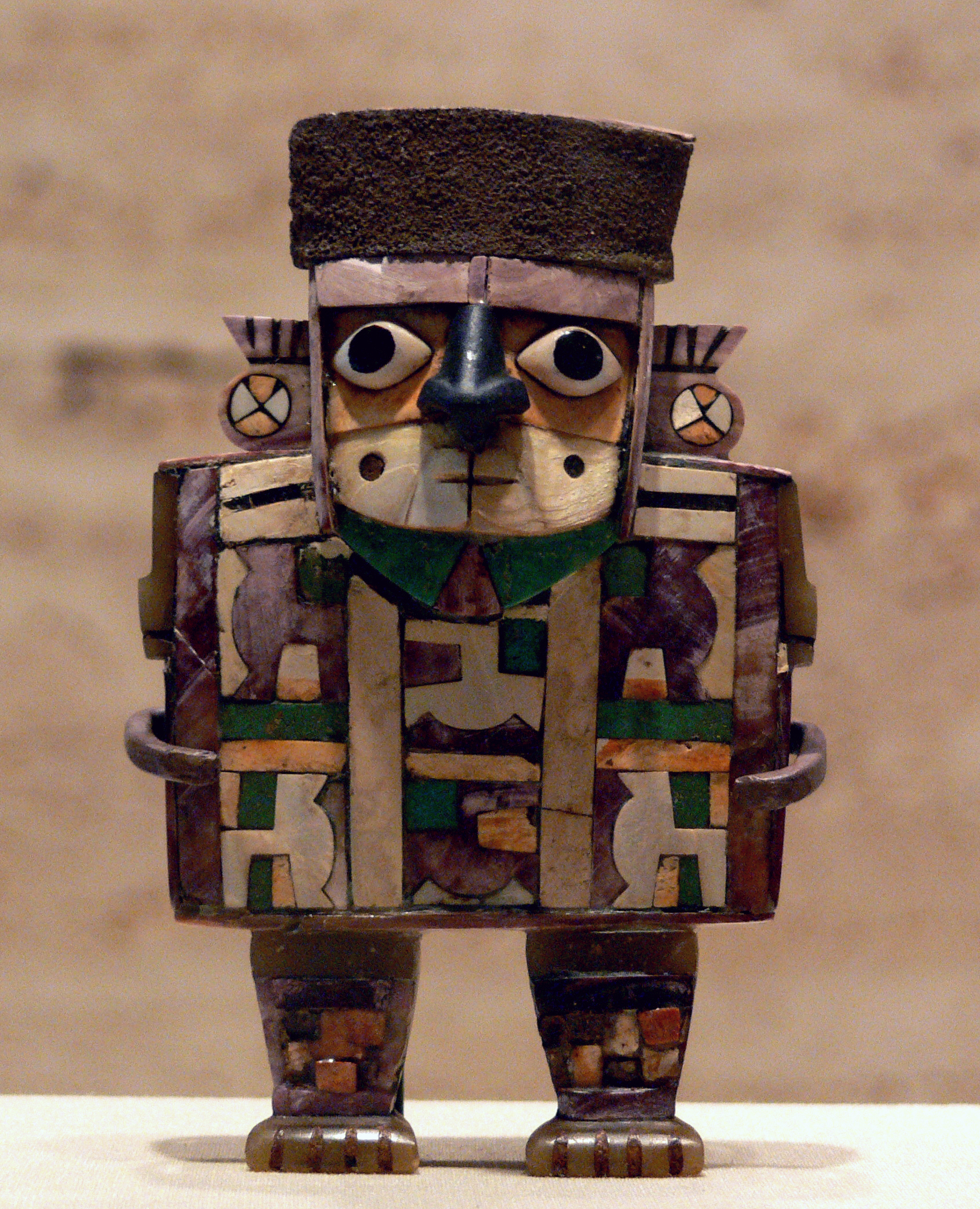
Escultura de la cultura wari, c. 600-1000 CE, fusta amb incrustacions de cloïssa, pedra i plata, Kimbell Art Museum

El 2017, uns 5.972.606 membres de pobles indígenes formaven aproximadament el 26% de la població total del Perú. En el moment de l'arribada espanyola, els pobles indígenes de la selva tropical de la conca amazònica a l'est dels Andes eren majoritàriament tribus seminòmades; subsistien amb la caça, la pesca, la recol·lecció i la reducció de l'agricultura. Aquells pobles que vivien als Andes i a l'oest eren dominats per l'Imperi Inca, que tenia una civilització jeràrquica complexa. Va desenvolupar moltes ciutats, construint temples i monuments importants amb tècniques de picapedrer altament qualificades.
Moltes de les 2000 nacions i tribus que es calcula que existien el 1500 van desaparèixer com a conseqüència de l'expansió i consolidació de l'Imperi inca i del seu successor després de 1533, l'Imperi Espanyol. Al segle xxi, els mestissos són el component més important de la població peruana.
Amb l'arribada dels espanyols, molts nadius van morir a causa de malalties infeccioses euroasiàtiques entre els estrangers, a les quals no havien adquirit cap immunitat.
Tots els grups indígenes peruans, com els Urarina, i fins i tot aquells que viuen aïllats a les zones més remotes de la selva amazònica, com els matsés, Matis, i korubo, han canviat les seves formes de vida fins a cert punt sota la influència de la cultura europeo-peruana. Han adoptat l’ús d’armes de foc i altres articles manufacturats, i han intercanviat mercaderies de manera apartada de la societat peruana principal. No obstant això, molts grups indígenes treballen per defensar les pràctiques i identitats culturals tradicionals.

## Orígens

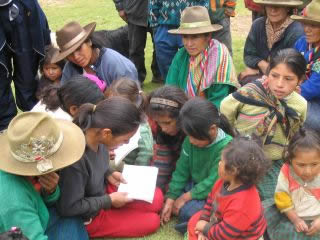
Quítxues al districte de Conchucos, Perú

Les evidències antropològiques i genètiques indiquen que la majoria de la població original d'Amèrica descendia de migrants del nord d’Àsia (Sibèria) que van entrar a Amèrica del Nord a través de l'estret de Bering en almenys tres onades separades. L'anàlisi d'ADN ha demostrat que la majoria dels residents al Perú el 1500 eren descendents de la primera onada de migrants asiàtics, que es teoritza, però no es demostra de manera concloent, que hagin creuat Beríngia al final del darrer període glacial durant el Paleolític superior, 24.000 aC. Es creu que els migrants d’aquella primera onada van arribar al Perú al 10è mil·lenni aC, probablement entrant a la conca amazònica pel nord-oest.
La civilització de Caral és la civilització més antiga coneguda a les Amèriques i un dels sis llocs on la civilització, inclòs el desenvolupament de l'agricultura i el govern, es va originar per separat al món antic. Els llocs, situats a 160 km al nord de Lima, van desenvolupar un comerç entre pescadors costaners i productors de cotó i van construir piràmides monumentals al voltant del segle XXX aC.
Durant l'època precolombina, els pobles que dominaven el territori ara conegut com a Perú parlaven llengües, com ara el quítxua, aimara, jívaro, tsimané, tallán, Culli, Quingnam, muchik, i puquina. Els pobles tenien diferents estructures socials i organitzatives i diferents llengües i cultures.

## Demografia
Segons l'Instituto Nacional de Estadística e Informática, d'una població de 31.237.385, els indígenes del Perú representen al voltant del 25,7%. D’aquests, el 95,8% són andins i el 3,3% de l’Amazònia. Altres fonts indiquen que els indígenes suposen el 31% de la població total.
|          | Apurímac          | 84.1% |
|          | Ayacucho          | 81.2% |
|          | Huancavelica      | 80.8% |
|          | Cusco             | 74.7% |
|          | Puno              | 57.0% |
|          | Huánuco           | 42.9% |
|          | Pasco             | 37.7% |
|          | Junín             | 34.9% |
|          | Madre de Dios     | 34.5% |
|          | Ancash            | 34.0% |
| Arequipa | Arequipa          | 31.1% |
|          | Lima              | 17.5% |
| Lima     | Província de Lima | 16.3% |
|          | Moquegua          | 14.6% |
|          | Ica               | 14.3% |
|          | Callao            | 10.2% |
|          | Tacna             | 7.3%  |
|          | Cajamarca         | 6.2%  |
|          | San Martín        | 5.1%  |
|          | Ucayali           | 5.0%  |
|          | Lambayeque        | 4.2%  |
|          | La Libertad       | 2.9%  |
|          | Amazonas          | 2.9%  |
|          | Piura             | 2.2%  |
|          | Tumbes            | 1.9%  |
|          | Loreto            | 1.4%  |

A la regió amazònica, hi ha més de 65 grups ètnics classificats en 16 famílies lingüístiques. Després del Brasil a Amèrica del Sud i Nova Guinea a l'Oceà Pacífic, es creu que el Perú té el nombre més gran de  tribus sense contacte del món.

## Després de la conquesta espanyola
Després de l'arribada de soldats espanyols al Perú, la gent local va començar a morir en gran nombre per causa de les malalties infeccioses euroasiàtiques que eren cròniques entre els estrangers. Aquestes es van estendre pel contacte a través del Nou Món pels pobles indígenes al llarg de les rutes comercials, sovint anys abans del contacte directe amb els invasors. Com que els nadius no tenien immunitat natural, van patir morts elevades en epidèmies de les noves malalties.

## Matrimonis interracials
Des dels primers anys, soldats i colons espanyols es van casar amb dones indígenes. Els oficials i elits espanyols es van casar amb l'elit inca, i es van fer altres enparellaments entre altres classes. Una part important de la població peruana és mestissa, d'ascendència indígena i europea, parlant castellà, generalment catòlic romà, i assimilada com a cultura majoritària.
A finals del segle xix, els principals plantadors del Perú, particularment de les plantacions del nord i de Cuba, van reclutar milers d'immigrants xinesos majoritàriament homes com a treballadors, anomenats "coolies". A causa de la demografia, al Perú aquests homes es van casar majoritàriament amb dones no xineses, moltes d'elles indígenes peruanes, durant aquest període d'immigració xinesa al Perú.A final del segle XX i començament del XXI, molts erudits han estudiat aquestes unions i les cultures que van crear els seus descendents.
Els xinesos també van tenir contacte amb dones peruanes a les ciutats, on van establir relacions i van engendrar fills de races mixtes. Normalment, les dones indígenes havien vingut de les zones andines i costaneres per treballar a les ciutats. Els homes xinesos preferien el matrimoni amb elles abans que amb dones afroperuanes. De vegades, els aparelladors van organitzar matrimonis comunals massius entre un grup de dones joves peruanes i un nou grup de coolies xinesos. Se'ls feia pagar un dipòsit per reclutar dones dels pobles andins per a aquests matrimonis.
El 1873, el New York Times va informar sobre els coolies xinesos al Perú, descrivint el seu contracte de treball com a esclavitud. També es va informar que les dones peruanes buscaven homes xinesos com a marits, considerant-los un "bon partit" i un "marit model, treballador, afectuós, fidel i obedient" i "útil per tenir a casa".
Com és típic en èpoques de canvis demogràfics, alguns peruans s’oposaven a aquests matrimonis per motius racials.Quan les dones natives peruanes (cholas i natives, índies, indígenes) i els homes xinesos tenien fills mixtos, els nens eren anomenats injerto. Com a adults, els homes xinesos preferien les dones injerto com a cònjuges, ja que tenien ascendència compartida.
Segons Alfredo Sachettí, els peruans de classe baixa, incloses algunes dones negres i amerindies, van ser els que van establir unions sexuals o matrimonis amb homes xinesos. Va afirmar que aquesta barreja feia que els xinesos patissin una "degeneració progressiva". A la Casa Grande, les dones amerindies i els homes xinesos participaven en "matrimonis massius" comunitaris, organitzats quan un casament xinès portava dones de les terres altes després de rebre un pagament inicial pel matrimoni.

## Educació i llengua
Existeixen diferències significatives en la puntuació de les proves entre estudiants indígenes i estudiants no indígenes a les escoles primàries. A més, el Perú compta amb més de 60 grups lingüístics amerindis diferents, que parlen idiomes més enllà del castellà i del quítxua, no tots reconeguts. Els grups indígenes i, per tant, les barreres lingüístiques a l'educació, continuen sent un problema principalment a les regions de la sierra (muntanyes andines) i la selva (selva amazònica) del Perú, menys a les ciutats de la costa. Al llarg de la segona meitat del segle xx, s'han fet passos per orientar i enfortir l'educació de les comunitats indígenes, començant per la introducció de l'educació bilingüe a tot el país, promovent l'ensenyament tant en castellà com en quítxua o en altres llengües indígenes. El quítxua es va convertir en una llengua oficial del Perú el 1975 i, tot i que posteriorment va ser qualificat per a regions específiques del país i amb finalitats específiques, encara es reconeix com a igual al castellà en algunes regions.
Els activistes que promouen l'Educació Intercultural Bilingüe consideren que és la solució per a una societat més "equitativa, diversa i respectuosa", que obté drets econòmics, polítics i culturals socials per als grups indígenes, alhora que fomenta l' "autonomia indígena i l'orgull cultural". Les crítiques a l'educació bilingüe han estat plantejades, en alguns casos, amb força pels mateixos habitants de l’àmbit quítxua, que s’oposen fortament als esforços interculturals. Aquests indígenes de l'Altiplà veuen els esforços interculturals com una imposició de "canvis educatius desavantatjosos" que bloquegen el seu progrés econòmic i social, històricament vist com només possible aprenent a llegir i escriure espanyol. Tot i que la legislació ha estat una de les més avançades a l’Amèrica Llatina en matèria d’educació indígena, la implementació d’aquests programes educatius ha estat tècnicament desafiant, els professors coincideixen en teoria, però resulta impossible en la pràctica aportar una mentalitat intercultural i facilitar el bilingüisme, particularment amb recursos sovint molt limitats. Tanmateix, en canvi, els estudis de Nancy Hornberger i d'altres han demostrat que l'ús de la llengua materna dels nens a les escoles permetia una "participació oral i escrita d'alumnes molt més gran, en termes absoluts, lingüístics i sociolingüístics".
Amb la manca de voluntat política i de força econòmica per impulsar un programa d'educació bilingüe unificat a nivell nacional, s'han realitzat molts esforços desconnectats. La Divisió Nacional d'Educació Bilingüe Intercultural (DINEBI) es va iniciar, entre altres esforços, i va treballar per incorporar encara més l'educació bilingüe i intercultural. El programa per a la formació de professors bilingües nadius (FORMABIAP) és un altre exemple d’esforços en educació intercultural, que se centren particularment en les regions amazòniques del Perú.

## Territoris
Els indígenes tenen la propietat de parts importants del Perú, principalment en forma de reservas comunales. La reserva comunitària indígena més gran del Perú pertany al poble matsés i es troba a la frontera peruana amb Brasil al riu Javary.

## Lleis i institucions
El 1994 el Perú va signar i va ratificar la legislació internacional vigent sobre pobles indígenes, la Convenció 169 de l'OIT sobre pobles indígenes i tribals. La convenció regula el següent: els governs són responsables de garantir que els pobles indígenes posseeixen iguals drets i oportunitats segons la legislació nacional, de mantenir la integritat de la identitat cultural i social segons aquests drets i de treballar per eliminar les bretxes socioeconòmiques existents entre els pobles indígenes. i la resta de la comunitat nacional respectiva. Per garantir aquests objectius, el conveni també exigeix que els governs consultin les comunitats a través de les seves institucions representatives sobre qualsevol legislatura que afecti obertament les seves comunitats, proporcionant modes a través dels quals els pobles indígenes poden participar en la presa de decisions polítiques en la mateixa mesura que altres divisions de la comunitat nacional i assignar suport, recursos i qualsevol altre mitjà necessari a aquestes comunitats per al desenvolupament complet de les seves pròpies institucions. Es discuteix fins a quin punt el Perú manté aquesta legislació, especialment pel que fa a l’ús de territoris indígenes per obtenir guanys de capital. A més, la implementació de la legislatura s'ha prolongat i els pobles indígenes no han obtingut el dret legal a la consulta fins al 2011.

## Organitzacions polítiques
Entre les organitzacions més informals de les comunitats indígenes hi ha la tradició de Rondas Campesinas. Sota el règim militar dictatorial del general Juan Velasco Alvarado, que va durar del 1968 al 1975, el govern va adoptar una agenda nacionalista i andina i proindígena. Aquest règim va trencar el tradicional sistema Hisenda del Perú i va instal·lar un sistema de gestió de terres basat en gran part al voltant de cooperatives agràries estatals; no obstant això, a causa de la feble presència estatal més enllà de les regions costaneres, la pagesia indígena va organitzar patrulles locals de defensa civil conegudes com a Rondas Campesinas per protegir-se de les invasions de terres. Tot i que la seva relació amb el govern era tradicionalment ambigua, van obtenir més autoritat oficial del govern quan van ascendir com a força contrària al moviment guerriller Sendero Luminoso. Rondas Campesinas encara funciona com una forma d’organització política entre les comunitats del nord del Perú, però el seu paper ha disminuït en gran manera, així com la seva formalitat legal.
A finals de la dècada del 2010 es va produir un impuls de governs autonòmics regionals per les comunitats indígenes. El Govern Territorial Autònom de la Nació Wampis (GTANW) de l'Amazònia peruana va ser el primer a establir-se. Altres comunitats, inclosos els pobles Kandozi, Shawi i Shapra, i comunitats addicionals expressen interès a conseguir governs autònoms. La funció principal d'aquests governs és protegir els territoris autònoms de l'extracció de recursos per part d'entitats estrangeres, així com potenciar el diàleg entre l'estat peruà i les comunitats indígenes mitjançant institucions fortificades. El Govern Territorial Autònom de la Nació Wampis, establert oficialment el novembre del 2015, ha començat des de llavors a operar una emissora de ràdio autònoma per donar servei a les comunitats de la conca del riu Santiago, on el nou govern també està assumint problemes de mineria il·legal a la zona.
Més enllà d’organitzacions basades en l'autonomia regional, existeixen altres organitzacions notables amb el propòsit d’establir una representació indígena d’interessos en la política peruana. Això inclou organitzacions com l'Asociación Interétnica de Desarrollo de la Selva Peruana (AIDESEP), que defensa els drets col·lectius dels pobles indígenes a l'Amazònia peruana. AIDESEP representa 64 grups indígenes en total. També es troba fora de la conca del riu Amazones l’organització MATSES (Moviment a l'Amazones per la Subsistència Tribal i Sostenibilitat Econòmica). A diferència de l'organització d'estil de coalició d'AIDESEP, MATSES és una organització sense ànim de lucre dirigida específicament per membres de la comunitat Matsés; l'objectiu central d'aquesta organització és construir les institucions adequades per preservar la cultura i les terres Matsés sense influència de fonts externes de finançament o lideratge.

## Grups ètnics
- Achuar, Amazones
- Aguano, Amazones
- Aguaruna, Amazones, nord del Perú
- Amahuaca, Amazones, est del Perú
- Ashaninka, Amazones: regions de Junín, Pasco, Huánuco, i Ucayali
- Aimares, que viuen principalment al sud.[7]
- Bora, Amazones, nord i est del Perú
- Candoshi, Amazones: regió de Loreto
- Cashibo, Amazones
- Chanka, els descendents dels quals viuen a Apurímac, Ayacucho i Lamas.
- Chincha, antigament a la costa del Pacífic
- Cholones, Amazones
- Cocama
- Cocamilla
- Ese Ejja, Amazones: Regió de Madre de Dios
- Harakmbut, Amazones: Regió de Madre de Dios
- Huambisa, Amazones
- Jibito, Amazones
- Jivaro, Amazones, nord del Perú

- Shuar, Amazones

- Kaxinawá, Amazones
- Kulina, Amazones
- Korubo
- Matsigenka, Amazones, sud-est del Perú
- Machinere, Amazones
- Maina, Amazones
- Mashco-Piro, Amazones: Regió de Madre de Dios
- Matsés (Mayoruna), Amazones
- Muinane
- Civilització de Caral (9210–1800 BCE), Pacific coast
- Cultura Pocra (500–1000 CE), Pacific coast
- Ocaína
- Q'ero, Andes: regió de Cusco
- Quítxues, descendents directes de la població de l'Imperi Inca, que eren la majoria a les regions costanera i andina.[7]

- Quijos-Quichua, quítxues de les planures del riu Napo, Amazones: regió de Loreto
- Canelo quichua, quítxues de les planures dels rius Tigre i Corrientes. Amazones: regió de Loreto
- Kichwa del baix Pastaza, quítxues de les planures que viuen al sud dels Andes a la conca del riu Pastaza. Amazones: regió de Loreto
- Quítxua lamista, quítxua de les planures que viuen al llarg dels rius Huallaga i Mayo. Amazones: regió de San Martín

- Secoya, Amazones, nord del Perú
- Shapra, Amazones: regió de Loreto
- Shipibo-xonibo, Amazones: est del Perú
- Ticuna, Amazones
- Tukano
- Urarina, Amazones: regió de Loreto
- Urus, Andes: llac Titicaca
- Huanca, Andes: Regió de Junín
- Witoto (Huitoto), Amazones, nord del Perú
- Yagua, Amazones: northest del Perú
- Yaminawá, Amazones: Regió de Madre de Dios
- Yanesha', Amazones: Huánuco, Junín, i Regió de Pasco
- Yine, Amazones: Cusco, Loreto, i regió d'Ucayali
- Yukunes
- Zaparo, Amazones, nord del Perú